# ریچارد ام لینهان
ریچارد ام لینهان (به انگلیسی: Richard Michael Linnehan) فضانورد اهل ایالات متحده آمریکا است که در ۱۹ سپتامبر ۱۹۵۷ میلادی در لوول، ماساچوست زاده شد. وی در مأموریت اس‌تی‌اس-۷۸، اس‌تی‌اس-۹۰، اس‌تی‌اس-۱۰۹، اس‌تی‌اس-۱۲۳ حضور داشته است.